# Segunda Missão de Verificação das Nações Unidas em Angola
A Segunda Missão de Verificação das Nações Unidas em Angola (UNAVEM II) foi estabelecida em maio de 1991 e durou até fevereiro de 1997, foi a segunda missão de paz das Nações Unidas, implantada em Angola durante o curso da Guerra Civil Angolana.
Mais especificamente, a missão foi estabelecida para supervisionar e manter o cessar-fogo multilateral de 1990 e os posteriores Acordos de Bicesse de 1991, que pela primeira vez instituiu um processo eleitoral, incluindo as duas facções rivais da guerra civil: o Movimento Popular de Libertação de Angola (MPLA), o governo de facto de Angola, com o controle de Luanda e da maior parte do país desde a independência em 1975, e a União Nacional para a Independência Total de Angola (UNITA).
A subsequente Resolução 747 (1992), passada a 24 de março de 1992, alterou o mandato para incluir obrigações de monitorização eleitorais. Durante a recém-acordada eleição, 400 observadores eleitorais da ONU foram implantados, juntamente com o restante da missão, com o mandato adicional de "observação e verificação das eleições presidenciais e legislativas em Angola". Depois de uma série de resoluções do Conselho de Segurança em 1993, o mandato foi novamente alterado para incentivar a adesão mais rigorosa para o cessar-fogo por parte do governo de Angola e da UNITA, depois de uma retomada das hostilidades. Finalmente, no final de 1994, com as resoluções 952 (1994) e 966 (1994) do Conselho de Segurança, a UNAVEM II iniciou a observação e verificação do Protocolo de Lusaka de 20 de novembro de 1994. Os preparativos tiveram início para dar lugar à nova missão, a Terceira Missão de Verificação das Nações Unidas em Angola (UNAVEM III), criada na sequência do Protocolo de Lusaka.